# 五氧化二鏷
五氧化二鏷是一種鏷的氧化物，化學式為Pa
2O
5，是白色不透明晶體，外觀和另一個鏷氧化物——二氧化鏷有很大的不同，五氧化二鏷是白色而二氧化鏷是黑色。五氧化二鏷与氢气反应产生二氧化鏷。

## 歷史
1927年，德国核化学家阿里斯蒂德·格罗斯（Aristid von Grosse）制做出2毫克的五氧化二鏷。

## 制備
二氧化鏷和氫氣反應產生五氧化二鏷是可逆反應。
Pa
2O
5 + H
2 → 2PaO
2 + H
2O
鏷在空氣中燃燒：
{\displaystyle {\mathsf {4Pa+5O_{2}\ {\xrightarrow {350^{o}C}}\ Pa_{2}O_{5}}}}